# دیلک، ملطیه
دیلک (به ترکی استانبولی: Dilek) شهری است در کشور ترکیه که در استان ملطیه واقع شده‌است. جمعیت این شهر بر اساس سرشماری سال ۲۰۰۸ میلادی ۷٬۹۸۶ نفر و بر اساس برآوردهای سال ۲۰۰۹ میلادی ۸٬۵۲۹ نفر می‌باشد.